# Sudburyite
La sudburyite è un minerale appartenente al gruppo della niccolite.